# 1452 en arts plastiques
| Années des arts plastiques : 1449 - 1450 - 1451 - 1452 - 1453 - 1454 - 1455    |
| Décennies des arts plastiques : 1420 - 1430 - 1440 - 1450 - 1460 - 1470 - 1480 |

Cette page concerne l'année 1452 en arts plastiques.

## Naissances

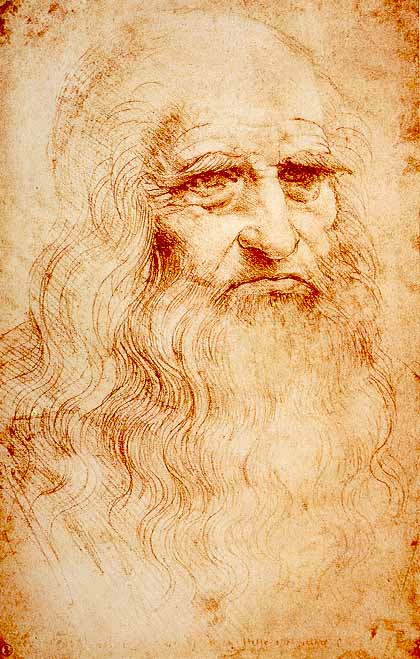
Léonard de Vinci, autoportrait

- 15 avril : Léonard de Vinci, artiste, scientifique, ingénieur, inventeur, anatomiste, peintre, sculpteur, architecte, urbaniste, botaniste, musicien, poète, philosophe et écrivain italien († 2 mai 1519).